# Bahamarog
De bahamarog (Rostroraja bahamensis) is een vissensoort uit de familie van de Rajidae. De wetenschappelijke naam van de soort is voor het eerst geldig gepubliceerd in 1965 door Bigelow & Schroeder.